# Parata
Parata település Franciaországban, Haute-Corse megyében. Lakosainak száma 25 fő (2022. január 1.). Parata Felce, Monacia-d’Orezza, San-Giovanni-di-Moriani, Santa-Reparata-di-Moriani, Valle-d’Orezza és Velone-Orneto községekkel határos.

## Népesség
A település népességének változása:
| Lakosok száma | 50   | 35   | 25   | 33   | 29   | 26   | 24   | 23   | 24   | 25   |
|               | 1968 | 1982 | 1990 | 2006 | 2013 | 2015 | 2017 | 2019 | 2020 | 2022 |